# 長良川鐵道3型柴聯車
長良川鐵道3型柴聯車（日语：／ Nagaragawa Tetsudō Nagara 3-gata kidōsha）是長良川鐵道的越美南線使用的柴聯車。本型車是為了替代車體老化的長良川鐵道1型柴聯車，而在1998年至2001年導入使用的鐵路車輛。而本型車在長良川鐵道的官方網站中則被註明為300型柴聯車。

## 概要
1986年12月，原本屬於日本國有鐵道的越美南線改由第三部門鐵道長良川鐵道負責營運。而該公司在開業的同年便將10輛長良川鐵道1型柴聯車投入使用。但該型車在經過12年後開始出現車體老化的現象。因此長良川鐵道在1998年至2001年陸續引入由富士重工業製造的3型柴聯車，以替代服役多年的1型柴聯車。
由於長良川鐵道面臨經營上的困難，因此最終只導入7輛3型柴聯車；而2007年以後所製造的鐵路車輛則將型號改為長良川鐵道500型柴聯車。

## 規格與構造

### 車體
3型柴聯車與採用第三部門鐵道等協議會訂定製造規格打造而成的明知鐵道10型柴聯車相比，其車身長度延長約1m。車頭與車尾兩端的左側均設置駕駛室和駕駛員專用的車門。車體左右兩側各設置2道寬900mm的拉門式旅客用車門，而車門之間則安裝著5面寬1200mm，上半部固定且下半部可往上開啟的窗戶。3型柴聯車使用胭脂紅作為塗裝，旅客用車門則採用綠色塗裝。

### 客室配置
3型的所有車輛中僅306號柴聯車考量到活動需求而將座椅改為長條座椅，其餘車輛均配備對座式座椅，且未設置列車廁所。車廂通道的左右兩側各設置3組對座式的包廂座椅，但兩側的座椅配置錯開一個包廂的距離；而因為客室座椅的整體配置朝向美濃太田站方向偏移一個包廂座椅的空間，因此朝向北濃站方向的長條座椅區域較長。而車門旁則設有2處放置輪椅的無障礙座位。

## 觀光列車改造
長良川鐵道的年度運送旅客總人數在1992年的高峰期時曾超過1800萬人，隨後因為越美南線的沿線人口數減少、與該線平行的道路規格提升等因素而使乘客數逐年減少，至2015年時已減少至約800萬人。由於無法預期越美南線沿線的乘客人數能如期成長，為了吸引沿線行政區外的觀光客，因此長良川鐵道決定將2輛3型柴聯車改造成觀光列車。2015年11月，長良川鐵道宣布301號及302號柴聯車將由日本工業設計師水戶岡銳治改造成觀光列車「長良號」，並於2016年4月27日開始投入使用。
301號及302號的車體塗裝從原本的胭脂紅改成皇家紅，並加上金色的標誌。301號的暱稱為「森號」，其客室內配置6組供4人座的包廂座椅，以及6人座、4人座沙發座椅和4人座吧檯座椅各一組。301號的暱稱為「鮎號」，其客室內配置5組雙人座椅、2組供4人座的包廂座椅，以及3人座椅和4人座吧檯座椅各一組，並設置提供餐飲的小型廚房。上述2輛車輛的窗框均使用岐阜縣生產的檜木製造而成。而森號與鮎號的改造費用約為6千萬日圓。2024年，長良川鐵道在「鮎號」上加裝列車廁所。

## 運用
長良川鐵道原本共有13輛長良川鐵道1型及2型柴聯車，並以12輛的編制進行運轉；但因為1型柴聯車逐漸出現車體老化等問題，因此長良川鐵道於1998導入2輛3型柴聯車，並於同年的11月4日開始投入使用。本型車自1998年至2001年共引入7輛，隨後因資金不足而中止導入計畫。
2017年11月，長良川鐵道與日本快遞服務司雅瑪多運輸合作，在越美南線上進行客貨混載的試運轉，並於2018年2月21日正式將305號柴聯車作為客貨混載的列車投入使用。該車輛僅在面向北濃站方向的車體一側漆上黑貓宅急便的塗裝，另一側則維持原塗裝。2018年6月3日，觀光列車長良號首度與由長良川鐵道500型柴聯車改造而成的「川風號」連結進行3輛為一編組的運轉。
2020年7月31日，長良川鐵道將觀光列車「森號」投入部分的普通列車班次進行運轉。2025年，305號柴聯車因車體老化，而在同年的5月9日進行最後一次運行後正式退役；而客貨混載的服務將使用長良川鐵道其他的鐵路車輛繼續運作。